# Gamma Circini
Gamma Circini (γ Cir, γ Circini) é uma estrela binária na constelação de Circinus. Composto por duas estrelas inseparáveis a olho nu, o sistema possui uma magnitude aparente combinada de 4,51, sendo visível a olho nu em regiões sem muita poluição luminosa. De acordo com sua paralaxe, está a uma distância de aproximadamente 455 anos-luz (140 parsecs) da Terra.
O componente mais brilhante do sistema, Gamma Circini A (HD 136415), é uma subgigante de classe B com tipo espectral de B5IV e magnitude aparente de 4,94. É uma estrela Be, o que significa que foram detectadas linhas de emissão em seu espectro, originadas de um disco circunstelar. Como é típico de estrelas Be, é também uma estrela variável, fazendo a magnitude do sistema variar entre 4,50 e 4,56. A outra estrela, Gamma Circini B (HD 136416), é uma estrela de classe F da sequência principal com tipo espectral de F8V e magnitude de 5,73. As duas estrelas estão separadas no céu por 0,8239 segundos de arco e possuem um período orbital de 258 anos.